# Paramyristica
Paramyristica é um género monótipo de plantas com flores pertencentes à família Myristicaceae. A sua única espécie é Paramyristica sepicana.
A sua área de distribuição nativa encontra-se na Nova Guiné.